# Trevor Edwards
Leonard Trevor Edwards (ur. 24 stycznia 1937 w Rhonddzie, zm. 30 maja 2024 w Australii) – walijski piłkarz występujący na pozycji obrońcy.

## Kariera klubowa
Edwards karierę rozpoczynał w sezonie 1956/1957 w Charltonie Athletic z Division One. W sezonie 1956/1957 spadł z nim do Division Two. W 1960 roku przeszedł do Cardiff City z Division One. W sezonie 1961/1962 z nim również spadł do Division Two. W 1964 roku wyemigrował do Australii, gdzie występował w drużynach Sydney Hakoah, Melita Eagles oraz Marconi. W 1972 roku zakończył karierę.

## Kariera reprezentacyjna
W reprezentacji Walii Edwards zadebiutował 10 kwietnia 1957 w zremisowanym 0:0 pojedynku British Home Championship z Irlandią Północną. W 1958 roku został powołany do kadry na mistrzostwa świata. Nie zagrał jednak na nich ani razu, a Walia odpadła z turnieju w ćwierćfinale. W drużynie narodowej rozegrał 2 spotkania, oba w 1957 roku.